# Tada
Pour l’article homonyme, voir Hayao Tada.
Tada est un village situé sur la route nationale 5 en Inde à environ 65 km de Chennai et à 80 km de Tirupati. Il est situé dans le district de Tirupati à Andhra Pradesh. Le village est situé à 1,5 km de la frontière du sud d'Andhra Pradesh. Les principales langues parlés dans Tada sont le Télougou et le Tamoul.
Tada est desservie via des trains locaux et des bus.